# ربکا جیسونتک
ربکا جیسونتک (انگلیسی: Rebecca Jasontek؛ زادهٔ february ۲۶, ۱۹۷۵ (۵۰ سال)) ورزشکار شنای موزون اهل ایالات متحده آمریکا است.
وی در مسابقات کشوری و بین‌المللی در مجموع برندهٔ ۱ مدال نقره، ۳ مدال برنز شده‌است.